# Haus Gummersbach
Das Haus Gummersbach ist ein Wohnhaus am Deichweg 12 in Langst-Kierst, einem Ortsteil von Meerbusch. Es wurde 1967 von Wolfgang Döring für P. Gummersbach geplant und erbaut. 

## Beschreibung
Bei dem Haus handelt es sich um einen eingeschossigen Flachdachbau. Als Baumaterial dienten weißgekälktes Mauerwerk aus Kalksandstein und Sichtbeton, der Baukörper ist in sieben gleich große Schotten mit je 2,50 Meter Breite gegliedert, um „eine klare räumliche und konstruktive Ordnung auf der Grundlage des additiven Prinzips“ zu erreichen. Eine zum Haus gehörende Garage ist in der gleichen Technik ausgeführt. Das Dach besteht aus U-förmigen Elementen aus Sichtbeton, in dessen Nuten rahmenlose Oberlichter eingelassen sind. Das quergestellte Mauerwerk zwischen den Schotten bildet das Widerlager für die Platten-Balken-Decke des Betondaches, das innen und außen sichtbar ist. 
Die Türen und Fenster sind in schwarze Holzrahmen gefasst. Zur Straße hin befinden sich nur fest verkittete Glaselemente im Querschnitt der U-förmigen Dachelemente, ansonsten ist die Front zur Straßenseite fensterlos. Auf der Gartenseite ist die Außenwandebene zurückgesetzt und mit verglasten, bis zum Boden reichenden Schiebeelementen versehen. An die Garage schließt ein Studio an, das zum Garten hin ebenfalls bodentief verglast ist. Der Architekt Döring gibt an, sich beim Entwurf des Gebäudes nur an den Innenhöfen und dem alten Obstgarten hinter dem Haus orientiert zu haben.
Der Garten ist von einer raumhohen Kalksandsteinwand umgeben, an deren hinterem Ende gegenüber dem Wohnhaus ein Pavillon steht. Neben dem Studio und dem Pavillon finden sich innerhalb der Ummauerung noch ein Geräteschuppen und ein Außensitzplatz, wodurch die Anlage an ein Atrium erinnert. Der Garten selbst wurde unter anderem aus einem alten Bestand von Obstbäumen und Rhododendren gestaltet. 

## Bedeutung
Wolfgang Döring gibt an, dass der örtlich zuständige Baubeamte den Entwurf als „äußerst häßlich“ empfand und „auf möglichst geringer Höhe, damit es "wenig zu sehen" sei“, bestand. Heute gilt das Gebäude als bedeutendes Zeugnis der Baukunst der 1960er Jahre. Durch die Reihung von gleich großen Grundelementen steht es beispielhaft für die Vereinfachung von Bauprozessen durch den Einsatz modularer Systeme. Das Gebäude steht typisch für den Wandel der bis dahin landwirtschaftlich geprägten Teile Meerbuschs zu attraktiven Wohnorten mit gehobenem Wohnstandard.
Das Gebäude sowie der Garten wurden im Februar 2014 aus architekturgeschichtlichen, architektonischen und ortsgeschichtlichen Gründen unter Denkmalschutz gestellt.